# ۲۴ (پیش از میلاد)
۲۴ (پیش از میلاد) ۲۴مین سال قبل از تقویم میلادی است.